# First Canadian Army

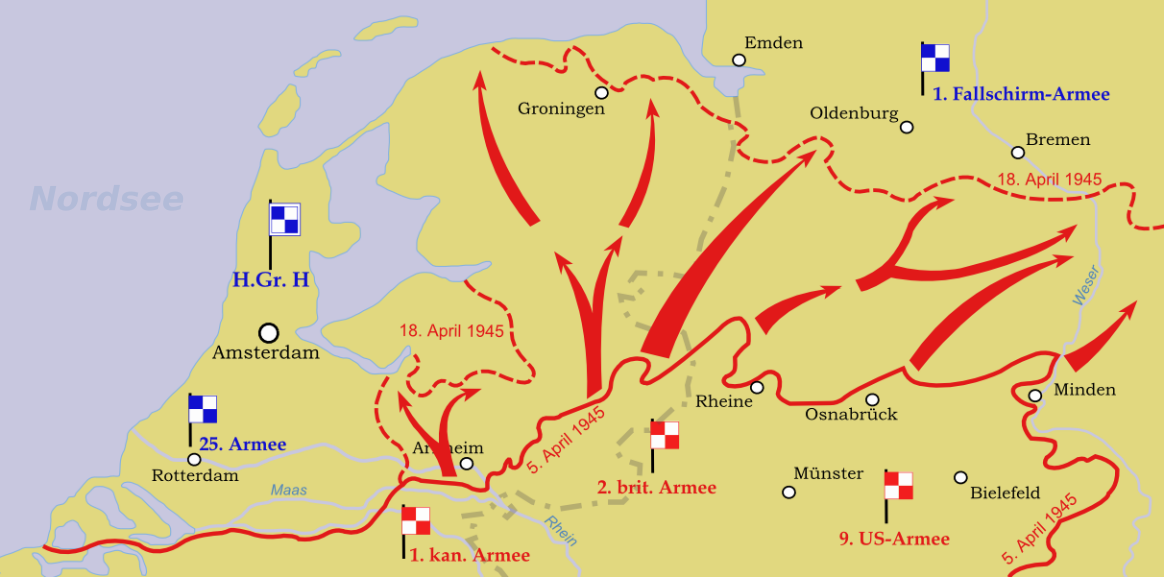
Militärische Lage, Nordholland, April 1945

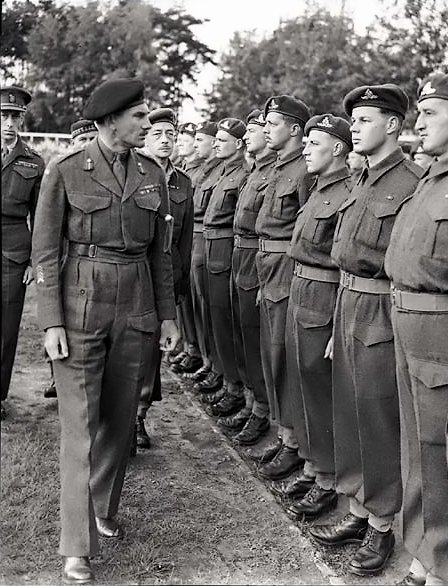
Generalleutnant Guy Simonds bei Truppeninspektion in Meppen.

Die First Canadian Army (deutsch Erste Kanadische Armee) war ein Großverband der kanadischen Armee in Europa während des Zweiten Weltkrieges. Sie wurde in Großbritannien Anfang 1942 gebildet.

## Militärische Operationen
Die Armee beteiligte sich ab Juli 1944 an den Kämpfen der Operation Overlord in der Normandie. Nach dem Vormarsch in Frankreich nahm sie an weiteren Operationen in Belgien, den Niederlanden und in Deutschland bis zum Ende des Krieges teil. Unter anderem waren dies Operationen wie die:
- Operation Overlord
- Schlacht an der Scheldemündung
- Schlacht im Reichswald

## Oberbefehlshaber
- Generalleutnant Andrew McNaughton (April 1942 bis Dezember 1943)
- Generalleutnant Kenneth Stuart (mit der Führung beauftragt; Dezember 1943 bis März 1944)
- General Henry Crerar (März 1944 bis Juli 1945)
- Generalleutnant Guy Simonds (in Vertretung; September bis November 1944)